# Élections sénatoriales de 1995 à Saint-Pierre-et-Miquelon
Les élections sénatoriales à Saint-Pierre-et-Miquelon ont eu lieu le dimanche 24 septembre 1995. Elles ont eu pour but d'élire le sénateur représentant le département au Sénat pour un mandat de neuf années.

## Contexte départemental
Lors des élections sénatoriales du 28 septembre 1986 à Saint-Pierre-et-Miquelon, un sénateur DVG a été élu.
Depuis, tous les effectifs du collège électoral des grands électeurs ont été renouvelés, avec les élections législatives françaises de 1993, les élections régionales françaises de 1992, les élections cantonales de 1992 et 1994 et les élections municipales françaises de 1995.

## Sénateur sortant
| Sénateur | Sénateur   | Parti   | Groupe | Autres mandats |
| -------- | ---------- | ------- | ------ | -------------- |
|          | Albert Pen | app. PS | SOC    |                |

## Résultats
| Candidat et parti politique | Candidat et parti politique | Candidat et parti politique | Premier tour | Premier tour | Second tour | Second tour |
| Candidat et parti politique | Candidat et parti politique | Candidat et parti politique | Voix         | %            | Voix        | %           |
| --------------------------- | --------------------------- | --------------------------- | ------------ | ------------ | ----------- | ----------- |
|                             | Albert Pen                  | DVG                         | 19           | 50,00        | 18          | 47,37       |
|                             | Bernard Le Soavec           | DVD                         | 19           | 50,00        | Retrait     | Retrait     |
|                             | Victor Reux                 | RPR                         |              |              | 20          | 52,63       |
|                             |                             |                             |              |              |             |             |
| Inscrits                    | Inscrits                    | Inscrits                    | 38           | 100,00       | 38          | 100,00      |
| Abstentions                 | Abstentions                 | Abstentions                 | 0            | 0            | 0           | 0           |
| Votants                     | Votants                     | Votants                     | 38           | 100,00       | 38          | 100,00      |
| Blancs et nuls              | Blancs et nuls              | Blancs et nuls              | 8            | 0            | 8           | 0           |
| Exprimés                    | Exprimés                    | Exprimés                    | 38           | 100,00       | 38          | 100,00      |

## Sénateur élu
| Sénateur | Sénateur    | Parti | Groupe | Autres mandats                                             |
| -------- | ----------- | ----- | ------ | ---------------------------------------------------------- |
|          | Victor Reux | RPR   | RPR    | Conseiller municipal et conseiller général de Saint-Pierre |